# Hypoxis robusta
Hypoxis robusta är en enhjärtbladig växtart som beskrevs av Gert Cornelius Nel. Hypoxis robusta ingår i släktet Hypoxis och familjen Hypoxidaceae. Inga underarter finns listade i Catalogue of Life.